# Kovács János (piarista szerzetes)
Kovács Ev. János (Kecskemét, 1841. szeptember 19. – Szeged, 1901. január 21.) piarista áldozópap és tanár.

## Élete
Kovács János molnár és ácsmester és Palotás Nagy Julianna fia. Miután szülőhelyén a négy alsó gimnáziumi osztályt és az V., VI.-at Pesten elvégezte, 1860. szeptember 18-án Vácon a piarista rendbe lépett, ahol az újoncévét töltötte. 1861-62-ben Kecskeméten a VII. osztályt végezte; 1862-63-ban a gimnázium II. osztályának vezetését bízták rá. Ezalatt magánszorgalommal az érettségi vizsgát is letette, mire egy év múlva Nyitrára küldték a teológia tanulására; azonban félév múlva Szegedre ment helyettes tanárnak; innét Tatára került, ahol 1865-től 1867-ig tanított és letette a papi vizsgákat.
1867. augusztus 17-én miséspappá szenteltetett föl Vácon. 1867-től kezdve ismét Kecskeméten tanította többek közt a magyar irodalmat, mely tantárgyból és a latin nyelvből 1876-ban letette a tanári vizsgát és folytatta tanárkodását Sátoraljaújhelyen tíz évig, és hatig a gimnázium igazgatója is volt. Az 1880-as években Budapesten és Vácon tanárkodott; innét újra Szegedre küldték tanárnak.

## Írásai
Első költeménye K. J. jegy alatt a Pesti Hölgy-Divatlapban (1864) jelent meg, utóbb is írt e lapba verset és a Kath. Néplapba Árva Imre álnévvel (1867); a Szabad Egyházban (1871. öt költ.), a Kecskem. Lapokban (1872), a Kecskemétben (1873), a Kecskemét-Vidéki Közlönyben (1873), a Magyar Államban (1874-től, mintegy 35 költ.), a Zemplénben (1876 óta több költ. neve s Majzik K. név alatt) és sok költeménye jelent meg a Veszprémben, Veszprémi Közlönyben (Lévay Imre szerk. alatt, Turgenyev öt költ., azután Hulló csillagok c. ford. gnomák 1891-ig), a Jász-Kunságban (1870-72. Csöndes álnév alatt is), a Kucserik-Albumban, a Dugonics-társaság I. Évkönyvében, a Váczi Közlönyben és rendje ünnepi kiadványaiban. Kelendi név alatt is írt költeményeket. Czikkei a Szegedben (1866. A halak mesterséges tenyésztése), a Hazánk és a Külföldben (1866. A réz elterjedése, Árva Imre névvel), a Jász-Kunságban (1870. Szaporodási különbség az állatországban), a Kecskeméti Lapokban (1872. A gombakedvelőknek), a Gazdasági Lapokban (1874. Az indigó gyártás ügyében), a M. Államban (1874. Egy lap irodalmunk történetéhez Katona Dénes irodalmi hagyományaiból, 1884. Szegedi Kilit Krisztus cz. művéről), a Figyelőben (1875. A szenvedő ige költőinknél) a Zemplénben (1867. A dal hatásáról, Barátszeri krónika, 1877. Szirmay Antal ismeretlen költeményei, 1878. Molnár Borbála verses levelezései, Kisfaludy Károly és IX. Pius, 1878. Vörösmarty a lélek halhatatlanságáról, 1879. Széphalmi nefelejtsek, 1880. A szinekről Vörösmarty Zalánfutásában, 1881. A nép szülője, Szózat a magyarosítás érdekében), a Függetlenségben (1880. Kossuth Lajos mint tanuló. A mit mi hirdetünk, 1886. Az élet delén, ford., Az egyedüli törvény Spielberg O. után), a Jász-Nagykun-Szolnokban (1883. Uti rajzok).

## Művei
- A testgyakorlat mint nevelési eszköz. Sátoralja-Ujhely, 1876
- Netti, a magyar zsidónő. Uo. 1880
- Az ősök emléke. Uo. 1880 (különnyomat a sátoralja-ujhelyi Értesítőből)
- Latin-magyar zsebszótár Q. Horatius Flaccus műveihez. Bpest, 1887
- Tornászok indulója. Szögedi Endrétől zenésítve. Szeged, 1894
- Hálakoszorú. Uo. 1896 (költemény)
- Szentelt emlék. Uo. 1896 (költemény, dallama Szögedi Endrétől)
- Hymnus. A szegedi dalárda 25 éves jubileumára megzenésítette Szögedi E.

Szerkesztette a sátoralja-ujhelyi gymnasium értesítőit több évig; ezekben (1877. Petőfi és a szenvedő ige, az Egyetértésben is 171-174. sz., 1878., Vörösmarty M. Áldozatáról, 1881. Küzdés a népért, 1882. Apró vonások a magyar tanulók életéből.)

### Kéziratban
Názáreti Jézus, költői beszélye, Cato verspárjai magyarítva, Horatius prózában és Szent Ágoston egy műve ford. Több dala van Szögedi Endre gyűjteményében megzenésítve.